# اوئه‌سوگی تسونانوری
اوئه‌سوگی تسونانوری (به ژاپنی: 上杉綱憲 Uesugi Tsunanori); ۲۷ نوامبر ۱۶۶۳ – ۳ ژوئیهٔ ۱۷۰۴ یک دایمیو و چهارمین فرماندار قلمروی یونه‌زاوا در ولایت دوا در نیمه نخست دوره ادو اهل ژاپن بود. او پسر ارشد کیرا یوشیناکا بود که به فرزندخواندگی خاندان اوئه‌سوگی درآمده بود. کیرا یوشیچیکا پسر دوم وی بود که به فرزندخواندگی پدربزرگش کیرا یوشیناکا درآمده بود. او به مرگ طبیعی درگذشت.